# New York Jets 1975
La stagione 1975 dei New York Jets è stata la sesta della franchigia nella National Football League, la 16ª complessiva. La squadra scese a un record di 3-11, il peggiore della sua storia sino a quel momento, piazzandosi all’ultimo posto della propria division. Questa sarebbe stata la prima di tre stagioni terminate con un bilancio finale di 3-11. In questa annata, i Jets concessero mediamente 8.12 yard a passaggio agli avversari (inclusi i sack sul quarterback), il secondo peggior risultato della storia della NFL.

## Roster
| Roster dei New York Jets nel 1975 |
| --- |
| Quarterback - 11 J.J. Jones - 12 Joe Namath Running Back - 32 Emerson Boozer - 35 Steve Davis - 26 Carl Garrett - 44 John Riggins FB Wide Receiver - 83 Jerome Barkum - 7 Eddie Bell - 82 David Knight - 89 Lou Piccone Tight End - 86 Willie Brister - 88 Rich Caster Offensive Linemen - 67 Darrell Austin G - 79 Gordie Browne T - 75 Winston Hill T - 50 Wayne Mulligan C - 77 Garry Puetz G - 66 Randy Rasmussen G - 72 Robert Woods T Defensive Linemen - 77 Carl Barzilauskas DT - 76 Jim Bailey DE - 85 Ed Galigher DT - 81 Richard Neal DE - 87 Billy Newsome DE Linebacker - 55 John Ebersole - 57 Rich Lewis - 56 Godwin Turk - 58 Richard Wood Defensive Back - 48 George Hoey - 20 Delles Howell CB - 22 Burgess Owens FS - 38 Ed Taylor CB - 27 Phil Wise SS Special Team - 8 Greg Gantt P - 5 Pat Leahy K |
| Legenda - I rookie sono in corsivo. - Il primo ruolo è il principale mentre gli eventuali successivi indicano i ruoli secondari. - (IR) sta per Injured Reserve ed indica la lista ristretta per un solo giocatore infortunato che può tornare ad allenarsi dopo la settimana 6 e a rientrare in prima squadra dopo che questa ha giocato 8 partite. - (NF-Inj.) / (NF-Ill.) stanno rispettivamente per Non-Football Injured e Non-Football Illness ed indicano le liste dove viene inserito un giocatore che ha un infortunio o una malattia non dipendente dal football americano. - (PUP) sta per Physically Unable to Perform ed indica la lista dove viene inserito un giocatore mentre è in attesa di recuperare la condizione fisica. Nella stagione regolare dopo la sesta partita giocata dalla propria squadra, il giocatore ha tempo tre settimane per riprendere ad allenarsi, più tre settimane aggiuntive dal suo rientro agli allenamenti per rientrare in prima squadra. |

## Calendario
| Stagione regolare | Stagione regolare       | Stagione regolare | Stagione regolare    |
| Turno             | Avversario              | Risultato         | Stadio               |
| ----------------- | ----------------------- | ----------------- | -------------------- |
| 1                 | at Buffalo Bills        | S 42–14           | Rich Stadium         |
| 2                 | at Kansas City Chiefs   | V 30–24           | Arrowhead Stadium    |
| 3                 | New England Patriots    | V 36–7            | Shea Stadium         |
| 4                 | at Minnesota Vikings    | S 29–21           | Metropolitan Stadium |
| 5                 | Miami Dolphins          | S 43–0            | Shea Stadium         |
| 6                 | Baltimore Colts         | S 45–28           | Shea Stadium         |
| 7                 | Buffalo Bills           | S 24–23           | Shea Stadium         |
| 8                 | at Miami Dolphins       | S 27–7            | Miami Orange Bowl    |
| 9                 | at Baltimore Colts      | S 52–19           | Memorial Stadium     |
| 10                | St. Louis Cardinals     | S 37–6            | Shea Stadium         |
| 11                | Pittsburgh Steelers     | S 20–7            | Shea Stadium         |
| 12                | at New England Patriots | V 30–28           | Schaefer Stadium     |
| 13                | at San Diego Chargers   | S 24–16           | San Diego Stadium    |
| 14                | Dallas Cowboys          | S 31–21           | Shea Stadium         |

## Classifiche
| AFC East             | AFC East | AFC East | AFC East | AFC East | AFC East | AFC East | AFC East | AFC East | AFC East |
|                      | V        | S        | P        | %        | DIV      | CONF     | PF       | PA       | STR      |
| -------------------- | -------- | -------- | -------- | -------- | -------- | -------- | -------- | -------- | -------- |
| Baltimore Colts(3)   | 10       | 4        | 0        | .714     | 6–2      | 8–3      | 395      | 269      | V9       |
| Miami Dolphins       | 10       | 4        | 0        | .714     | 6–2      | 7–4      | 357      | 222      | V1       |
| Buffalo Bills        | 8        | 6        | 0        | .571     | 5–3      | 7–4      | 420      | 355      | S1       |
| New York Jets        | 3        | 11       | 0        | .214     | 2–6      | 3–8      | 258      | 433      | S2       |
| New England Patriots | 3        | 11       | 0        | .214     | 1–7      | 2–9      | 258      | 358      | S6       |